# Anax parthenope
Anax parthenope (de Sélys Longchamps, 1815) è una libellula della famiglia Aeshnidae.

## Distribuzione e habitat
La specie ha un areale molto ampio che si estende dal Paleartico all'Indomalesia.